# José Gurgel do Amaral
José Gurgel do Amaral (Penedo, 1735 — Aracati, ?), foi proprietário da Fazenda Porteiras, que por sua vez foi uma grande produtora de charque do Ceará durante o período colonial.

## Biografia
A Capitania do Ceará Grande produzia bastante charque durante o período do colonial. No entanto, a produção foi interrompida durante as secas de 1777 e 1778, que ocasionaram a perda de sete oitavos do gado existente na capitania, e também a grande seca iniciada em 1791 e terminada nos fins de 1793, que ocasionou o despovoamento do sertão, por causa da fome, da varíola e da morte de um terço da população do Ceará. Os prejuízos irrecuperáveis pela morte prematura de tão importante indústria (a do charque), ocasionaram a decadência da então, Vila de Santa Cruz do Aracati, pois as indústrias salineira e de couros eram intrinsecamente ligadas a do charque.
As secas de 1777/78 estavam causando prejuízos para José Gurgel do Amaral no Aracati, por este viver da lavoura e pecuária nas terras que havia herdado pelo dote de sua esposa, a Fazenda ITANS. O gado era criado solto nos tabuleiros e nos campos de fácil acesso às bebidas. As secas, porém, acabavam com as pastagens e faziam desaparecer muitas aguadas, não só pela densidade da canícula, como pelo excesso do gado que a elas acorria. O criador era forçado a trabalhar dia e noite, sem descanso e sem conforto, lutando para salvar o seu gado, do qual tirava o sustento e os recursos para manter a família. Precisava conseguir água e alimentação, valendo-se de cacimbas que cavava nas terras mais baixas, e embrenhando-se pela mata para obter xique-xique, o croata, o mandacaru, a rama do juazeiro e de outras forrageiras, em substituição aos pastos ressequidos e imprestáveis. Nas várzeas derrubava as cuandus, para tirar palmitos que, aliás, se constituíam excelente alimentação. Por sua vez, o gado miúdo, ia catando carnaúba preta, entrava pelos carnaubais procurando matar a fome.
José conseguiu sobreviver a seca por ter se transferido para o Sítio Cabaças (sua propriedade, que foi posteriormente denominada como Fazenda Porteiras), que naquele momento tinha terras mais apropriadas à criação de gado, por estarem inteiramente desabitadas, e ali construiu pequenos açudes, cacimbas e melhoramentos para refrigerar o gado. As referidas terras, estavam encravadas em Arapuá. Tais terras rumavam para a Serra da Anta (Serra D'Antas) – cujo topo tinha a denominação de Irapuá.
Em 19 de agosto de 1806, o Governador da Capitania do Ceará Grande, João Carlos Augusto de Oyenhausen-Gravenburg (futuro Marquês de Aracati) – concedeu sesmaria ao Capitão José Gurgel do Amaral das já mencionadas terras legitimando, dessa forma, aquela posse de mais de 20 anos.
A Fazenda Porteiras após o falecimento de José, permaneceu algum tempo no espólio da família Gurgel do Amaral, até ter sido vendida para um rico sertanejo. O novo proprietário passou a explorar mais que os anteriores (os Gurgel do Amaral) em momentos futuros por ter percebido potencial no fechado carnaubal, no parque de oiticicas e nas fecundantes terras algodoeiras.

## Genealogia

### Ascendência
Era filho dos brasileiros João de Alencastro Lopes e Isabel de Jesus Bezerra. Neto paterno de Davi Lopes Barros e Maria Gurgel do Amaral (1654 - ?), e neto materno de Miguel de Pontes e Adriana de Jesus Bezerra.  Era bisneto (por Maria) do Dr. Cláudio Gurgel do Amaral (1654 - 1716) e Ana Barbosa da Silva (1644 - 1695). Tataraneto (ou 3º neto) do português Capitão João Batista Jordão (1605 - 1689) casado com Ângela do Amaral Gurgel (1616 - 1695), os quais foram pais de Cláudio; E 3º neto de Tomé da Silva e Antônia de Oliveira (pais de Ana). Tetraneto (ou 4º neto) do corsário teuto-francês Toussaint Gurgel (1576 - 1631), casado com a brasileira Domingas de Arão Amaral (1586 - 1654), (os quais foram pais de Ângela); E 4º neto dos portugueses Antônio Nunes da Silva (1578 - ?) e Maria Jordão (1588 - ?), os quais foram pais do Capitão João.  Pentaneto (ou 5º neto) dos portugueses Antônio Diogo do Amaral (1550 - ?) e Micaela de Jesus do Arão (pais de Domingas).
José era irmão de:
- Antônia do Amaral (1733 - ?), casada em 1753 com Manuel Moreira da Silva;[1][2]
- Inácia do Amaral (1737 - ?), casada em 1755 com Januário Ferreira da Costa, filho do Alferes Manuel Nogueira de Souza e Maria Nunes; Januário era primo de Manuel (acima citado);[1][2][5]
- Maria Inácia Bezerra, casada em 1755 com Francisco Xavier de Souza (irmão do Alferes Manuel, acima citado);[1][2]

Os historiadores e genealogistas consideram Maria Gurgel do Amaral, a matriarca do ramo nordestino dessa família, e acreditam que fugiu para a região motivada pelas perseguições políticas que resultaram na execução do irmão, o Alferes José Félix Gurgel do Amaral (1688 - 1722), e no assassinato do pai, o Padre Cláudio. A família de Maria ficou sob a proteção do Governador da Capitania do Rio Grande do Norte, Bernardo Vieira de Melo, devido ao filho de Maria, João de Alencastro Lopes ter se casado com uma integrante da família Bezerra Barriga (da qual tal governante também descendia). Maria e a sua irmã, Teresa Perpétua Gurgel do Amaral venderam a Chácara do Oriente em 04 de dezembro de 1717 por 5.000 cruzados para Antônio Moreira da Cruz. No ano seguinte participou de um batizado e não houve mais nenhuma menção dela em documentos coloniais do Rio de Janeiro.

### Filhos
Do casamento em 1712 com Cosma Nunes Nogueira II (1750 - ?), filha do Alferes Teodósio Costa Nogueira e Cosma Nunes Nogueira I, teve:
1. Isabel Nogueira Gurgel do Amaral (1775 - ?), faleceu criança.;[1][2][5]
2. Isabel de Jesus Bezerra Gurgel do Amaral (1777 - ?), casada em 1799 com José da Costa Nogueira,[5] filho de Teobaldo da Costa Nogueira (irmão de Cosma II) e Ana Teresa de Holanda;[1][2]
3. Caetana Nunes Nogueira (1779 - ?), faleceu criança;[1][2]
4. Ana Isabel Nogueira Gurgel do Amaral (1780 - ?), casada em 1800 com José Antônio da Costa,[5] filho de Antônio da Costa e Joana Lopes Barreira;[1][2]
5. Matilde Francisca Gurgel (1782 - ?), casada em 1797 com o Capitão-Mór João Paulo Barbosa (1767 - ?),[5] filho de Francisco Xavier Barbosa e Lourença Maria de Jesus Câmara;[1][2]
6. Major José Gurgel do Amaral Filho (1784 - 1874), que se casou em primeiras núpcias em 1805 com Quitéria Ferreira de Barros (1787 - 1832), filha de José de Barros Ferreira Neto e Caetana Maria Micaela de Carvalho.[13] Tendo enviuvado, se casou em segundas núpcias em 1832 com uma prima de sua primeira esposa, Maria Joaquina Ferreira de Moura, filha de Antônio Ferreira de Moura e Maria Joaquina de Moura. José teve 12 filhos no primeiro casamento, e 8 no segundo.[1][2][5]
7. Caetana Jesumira Gurgel (1788 - 1789);[1]
8. Helena Nunes Nogueira (1790 - ?), casada em 1800 com Teodósio da Costa Nogueira[5] (irmão de Teobaldo, acima citado);[1][2]
9. Venâncio José Nogueira Gurgel do Amaral;[1][2][5]

Cosma Nunes Nogueira II era neta paterna de Felipe da Costa Nogueira (? - 1718) e Helena da Rocha (? - 1707), e neta materna do Coronel Manuel Nogueira de Sousa e Maria Nunes Nogueira. Enviuvando, o Capitão José Gurgel do Amaral se casou com uma prima, Ana Maria de Jesus Bezerra Leitão, filha de Antônio da Costa Leitão e Joana dos Santos Bezerra. Não houve filhos no segundo casamento.

### Descendência
Dele descendem várias personalidades brasileiras, dentre as quais se destacam: o ex-presidente do Brasil, Humberto de Alencar Castelo Branco, dois ex-governadores do estado do Rio Grande do Norte, Francisco Gurgel de Oliveira e Walfredo Dantas Gurgel, dois ex-governadores do estado do Pernambuco, Alexandre José Barbosa Lima e Alexandre José Barbosa Lima Sobrinho, e a Baronesa do Assú, Maria das Mercês Gurgel de Oliveira, o historiador e poeta Deífilo dos Santos Gurgel;